# Twisted Heat
Twisted Heat – wydany 31 października 2000 roku singel amerykańskiej grupy hip-hopowej Ruff Ryders. Promuje on album Ryde or Die Vol. 2. Na stronie B znajduje się utwór "It's Going Down".
W "Twisted Heat" gościnnie wystąpił Twista. Poza nim można usłyszeć również Drag-Ona i miejscami Swizz Beatza, który skomponował podkład. Twista rapuje refren, pierwszą zwrotkę i część trzeciej zwrotki. Drag-On występuje w drugiej zwrotce i w drugiej części trzeciej zwrotki. Swizz Beatza można usłyszeć tylko w niektórych miejscach.
"It's Going Down" to utwór w stylu R&B, dodatek do Ryde or Die Vol. 2. Solowo wystąpił na nim Parle. Podkład skomponował Tod Cheek.

## Lista utworów

### Strona A
1. "Twisted Heat" (Radio)
2. "Twisted Heat" (Instrumental)
3. "Twisted Heat" (Album)

### Strona B
1. "It's Going Down" (LP)
2. "It's Going Down" (Insturmental)
3. "It's Going Down" (Acapella)